# Frogatto & Friends

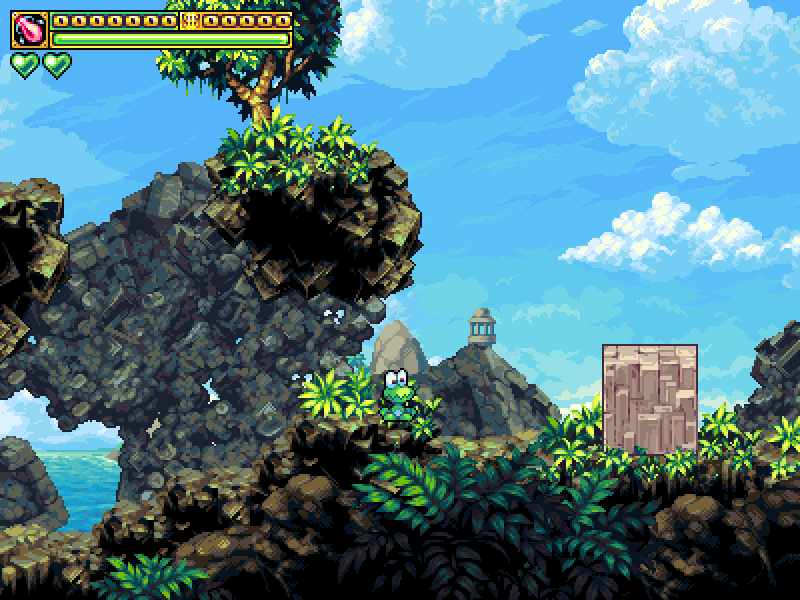
Spielgrafik dargestellt durch Sprites.

Frogatto & Friends ist ein Jump ’n’ Run Computerspiel, das 2010 plattformübergreifend veröffentlicht wurde. Unter Windows und Linux wurde es als Freeware veröffentlicht, unter allen anderen Plattformen erfolgte ein kommerzieller Vertrieb. Eine Besonderheit des Spiels ist, dass die Spiel-Engine unter der GNU General Public License freigegeben wurde.

## Entwicklung
Nachdem Battle for Wesnoth eine stabile Entwicklungsphase erreicht hatte, begann David White mit der Programmierung eines neuen Spiels. Guido Bos gestaltete die Grafiken. Richard und Ben Anderman traten als weitere Programmierer dem Projekt bei. Ryan Reilly war für den Soundtrack verantwortlich. Hauptentwicklungsziel war neben Windows und Linux Apple’s iOS aufgrund der hohen Popularität des App Stores. Mit Version 1.2 erfolgte die Veröffentlichung unter iOS. Mit Version 1.3 kam Android als weitere Plattform hinzu. Das Spiel selbst ist ein Side-Scroller, wobei die Engine flexibel genug ist, um auch andere Perspektiven darzustellen. Sie ist in C++ unter Verwendung der OpenGL-Schnittstelle, Boost Bibliotheken und SDL geschrieben. Spielelogik wird in einer eigenen Skriptsprache der Frogatto Formula Language (FFL) ausgeführt. Der Leveleditor erlaubt simultanes Editieren und Testspielen in einem Arbeitsgang.

## Rezeption
Laut LinuxUser orientiert sich Frogatto and Klassikern der 80er und 90er Jahre, wie etwa Giana Sisters, Super Mario Bros oder Donkey Kong Country. Die Pixelart-Grafik verstärkt den Effekt des Retro-Spiels. Die Engine benötigt trotz zweidimensionaler Grafik jedoch eine Grafikkarte mit aktivierter 3D-Beschleunigung. Das Spiel besitzt eine motivierende Hintergrundgeschichte, die Landschaften sind abwechslungsreich gestaltet und das Leveldesign ist herausfordernd. Lediglich die Musik kann stören. Die Steuerung ist teils etwas umständlich geraten. Insgesamt erinnert das Spiel stark an Superfrog aus dem Jahr 1993. Die liberale Lizenzierung erlaubt sowohl den kommerziellen Vertrieb, aber lässt gleichzeitig auch eigene Kreationen auf Basis von Frogatto zu. Das Spiel wurde mehrfach von der Fachwelt empfohlen. Auch ein Jahrzehnt später sei das Spiel in Retro-Optik eine klare Empfehlung.